# Relaciones entre España y Eslovaquia
Las relaciones Eslovaquia-España son las relaciones bilaterales entre la República Eslovaca y el Reino de España. Los dos países son Estados miembros de la Unión Europea (UE), ambos forman parte del espacio Schengen y de la eurozona. Son también miembros de la OTAN.
Con motivo de la celebración del XXV aniversario de la independencia de la República Eslovaca de Checoslovaquia, el embajador Vladimír Grácz y su señora ofrecieron una brillante recepción el pasado 11 de enero de 2019. El acto protocolario empezó con la interpretación de los himnos de España y Eslovaquia. Corroboró el embajador Grácz que «las relaciones con España son impecables, de una excelente colaboración, de una gran sintonía y apoyo mutuo en las candidaturas para las instituciones internacionales. Las relaciones económicas son fantásticas, al igual que las relaciones culturales. A título personal reconoce que España es un maravilloso país, que ha podido conocerlo en compañía de su señora esposa».

## Relaciones económicas

### Balanza comercial España-Eslovaquia
- Importaciones españolas de Eslovaquia (en millones de euros): 1.557,49 (2020) 1.824,68 (2021) 2.079,98 (2022)
- Exportaciones españolas a Eslovaquia (en millones de euros): 1.138,27 (2020) 1.337,21 (2021) 1.494,30 (2022)
- Saldo (en millones de euros): -419,22 (2020) -487,47 (2021) -585,68 (2022)
- Tasa de cobertura %: 73,08 (2020) 73,28 (2021) 71,84 (2022)
- % Variación importación (1): -31,23 (2020) 17,16 (2021) 14 (2022)
- % Variación exportación (1): -8,66 (2020) 17,48 (2021) 11,75 (2022)[2][3]

## Cooperación
Al ser un miembro de la OCDE, la República Eslovaca ha dejado de ser considerado como un país beneficiario de ayuda para convertirse en un país donante.

## Relación de declaraciones, tratados y acuerdos
- Convenio entre España y la República socialista de Checoslovaquia para evitar la doble imposición y prevenir la evasión fiscal en materia de impuestos sobre la renta y sobre el patrimonio, firmado en Madrid el 8 de mayo de 1980. Instrumento de ratificación de 12 de marzo de 1981 (BOE n. 167 de 14/7/1981)
- Convenio de Cooperación Económica e Industrial entre el Gobierno de España y el Gobierno de la República Socialista de Checoslovaquia firmado en Praga el 21 de marzo de 1986. (publicada aplicación provisional en BOE n. 105 de 2/5/1986 y su entrada en vigor en BOE n. 16 de 19/1/1987)
- Convenio sobre asistencia jurídica, reconocimiento y ejecución de sentencias en asuntos civiles entre el Reino de España y la República Socialista de Checoslovaquia, firmado el 11 de octubre de 1988 y en vigor el 10 de diciembre de 1988 (BOE n. 290, de 3/12/1988).
- Acuerdo para la protección y fomento de inversiones entre el reino de España y la República Federativa Checa y Eslovaca firmado en Madrid de 12 de diciembre de 1990. Entrada en vigor el 28 de noviembre de 1991 (BOE n. 33 de 7/2/1992)
- Tratado de relaciones de amistad y cooperación entre el reino de España y la República Federativa Checa y Eslovaca, hecho en Praga el 11 de noviembre de 1989. Instrumento de ratificación de 27 de octubre de 1992. Entrada en vigor el 10 de diciembre de 1992. (BOE n. 290 de 3/12/1992).
- Convenio entre el Gobierno del Reino de España y el Gobierno de la República Eslovaca sobre la cooperación en materia de la lucha contra la delincuencia organizada, hecho “ad referéndum” en Bratislava el 3 de marzo de 1999, cuya aplicación provisional fue publicada en el BOE n. 192, de fecha 12/7/1999 y su entrada en vigor en el BOE n. 21 de 25/1/2000)
- Acuerdo de readmisión de personas en situación irregular, hecho en Bratislava el 3 de marzo de 1999, aplicación provisional publicada en el BOE n. 94, de 20/4/1999.
- Convenio de cooperación cultural y educativa entre el Reino de España y la República Eslovaca, hecho en Bratislava el 11 de abril de 2000 (BOE n. 35 de 9/2/2001). Está en trámites de renovación para el año 2013.
- Acuerdo entre el Reino de España y la República Eslovaca sobre Transporte Internacional de Viajeros y Mercancías por Carretera, hecho en Bratislava el 27 de noviembre de 2001 (BOE n. 158 de 3/7/2002).
- Acuerdo de cooperación científica y técnica entre el Reino de España y la República Eslovaca, hecho en Bratislava el 7 de mayo de 2002 (BOE n. 39 de 14/2/2003).
- Convenio de Seguridad Social entre el Reino de España y la República Eslovaca, hecho en Bratislava el 22 de mayo de 2002. (BOE n. 156 de 1/7/2003)
- Acuerdo sobre creación y funcionamiento de secciones bilingües en institutos de enseñanza secundaria de la República Eslovaca, firmado en Bratislava el 29 de marzo de 2007
- Acuerdo entre el Reino de España y la República Eslovaca para la protección mutua de Información Clasificada, firmado en Bratislava el 20 de enero de 2009.[2]

## Misiones diplomáticas
- Eslovaquia tiene una embajada en Madrid.
- España tiene una embajada en Bratislava.

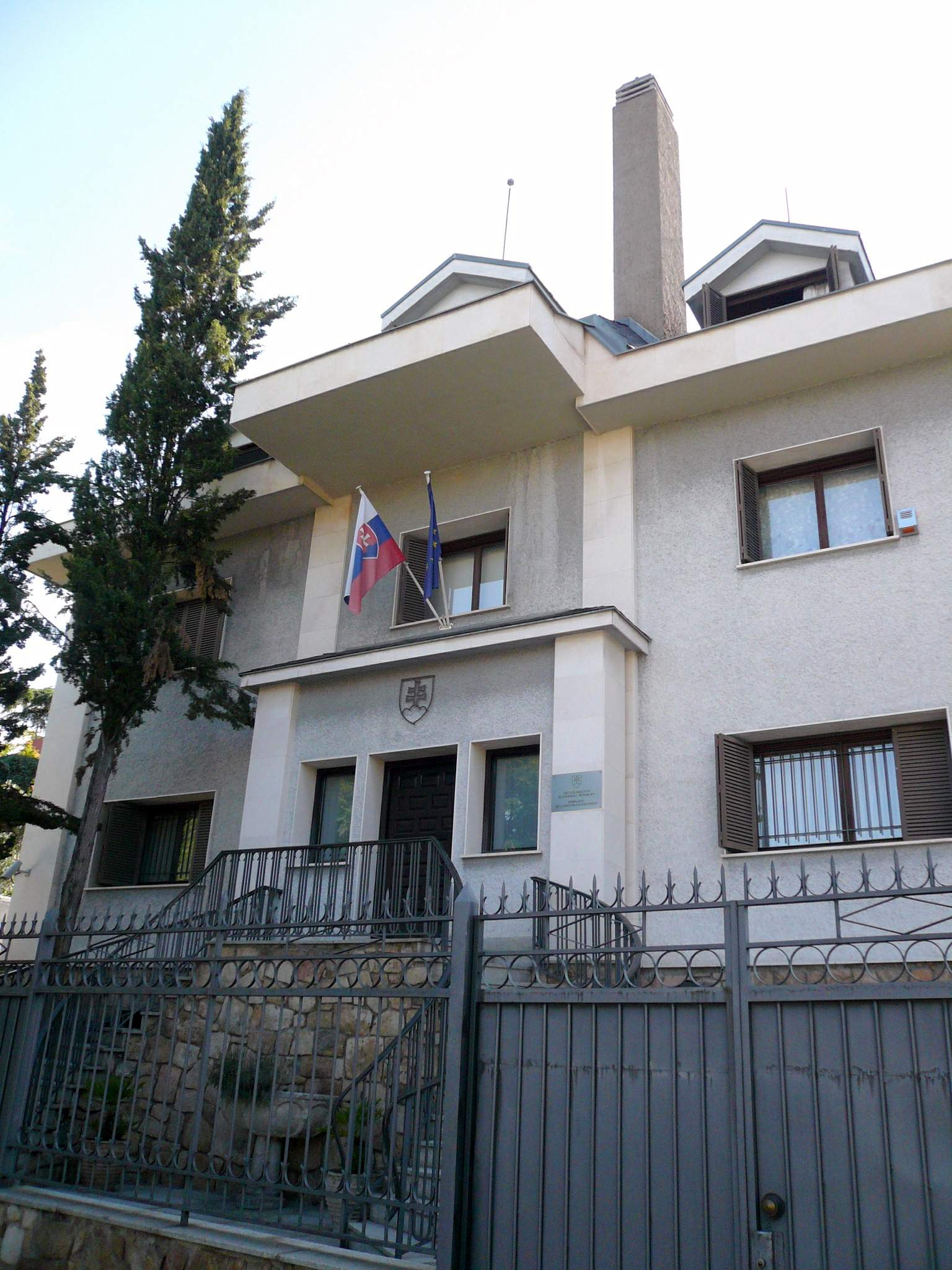
Embajada de Eslovaquia en Madrid.
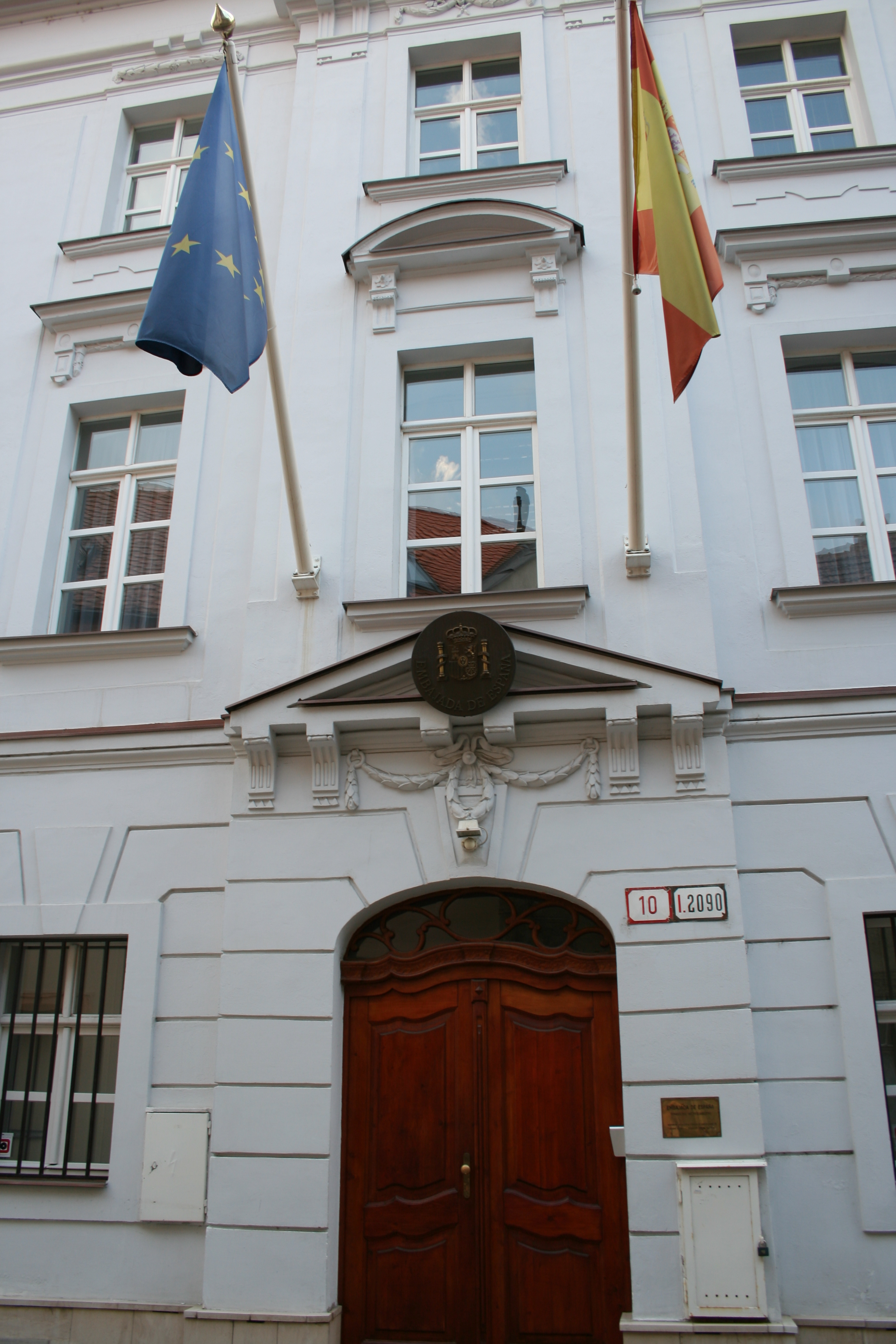
Embajada de España en Bratislava.